# Giọng hát Việt nhí (mùa 3)
Mùa giải thứ ba của cuộc thi truyền hình thực tế Giọng hát Việt nhí được phát sóng vào ngày 18 tháng 7 năm 2015 trên kênh VTV3, Đài Truyền hình Việt Nam. Các huấn luyện viên của mùa thi này gồm Dương Khắc Linh, Cẩm Ly, Hồ Hoài Anh và Lưu Hương Giang.

## Vòng Blind Audition (Giấu mặt)
Trong vòng giấu mặt, các huấn luyện viên sẽ tiến hành "tuyển quân" để tìm cho mình một đội 15 người. Các huấn luyện viên sẽ ngồi quay lưng lại với thí sinh và không được biết bất cứ thông tin gì của thí sinh trừ giọng hát. Khi họ thấy muốn "tuyển" thí sinh đó vào đội thì phải nhấn nút "TÔI CHỌN BẠN" trong khi phần thi của thí sinh chưa kết thúc. Nếu chỉ một huấn luyện viên quay lại, thí sinh sẽ về đội người đó. Nếu có nhiều huấn luyện viên quay lại, thí sinh được phép chọn lựa huấn luyện viên mình thích và huấn luyện viên cũng được phép dùng mọi cách để "chiêu mộ" thí sinh về đội của mình. Huấn luyện viên đã đầy chỗ sẽ dừng tuyển trong khi các huấn luyện viên khác tiếp tục. Vòng giấu mặt kết thúc ngay khi tất cả các huấn luyện viên dừng tuyển vì đủ chỗ.
Vòng giấu mặt được phát sóng từ ngày 18 tháng 7 năm 2015.
Chú thích

### Tập 1 (18/07/2015)
| Thứ tự | Thí sinh (Tuổi, Quê quán)                        | Bài hát (Sáng tác)                    | Lựa chọn của huấn luyện viên và thí sinh | Lựa chọn của huấn luyện viên và thí sinh | Lựa chọn của huấn luyện viên và thí sinh | Lựa chọn của huấn luyện viên và thí sinh |
| Thứ tự | Thí sinh (Tuổi, Quê quán)                        | Bài hát (Sáng tác)                    | Dương Khắc Linh                          | Hồ Hoài Anh & Lưu Hương Giang            | Cẩm Ly                                   |                                          |
| ------ | ------------------------------------------------ | ------------------------------------- | ---------------------------------------- | ---------------------------------------- | ---------------------------------------- | ---------------------------------------- |
| 1      | Bùi Thu Phương (12, Hải Phòng)                   | Bay (Nhóm Microwave)                  |                                          | —                                        |                                          |                                          |
| 2      | Bùi Hà My (11, Hà Nội)                           | Như loài mèo (Tạ Quang Thắng)         |                                          |                                          | —                                        |                                          |
| 3      | Nguyễn Trung Thành (Không rõ, Không rõ)          | Khoảng trời của bé ( Nguyễn Duy Hùng) | -                                        | —                                        |                                          |                                          |
| 4      | Nguyễn Ngọc Tường Vy (14, Thành phố Hồ Chí Minh) | Beautiful (Linda Perry)               |                                          |                                          |                                          |                                          |
| 5      | Đỗ Minh Tuyết (9, Thái Bình)                     | Thư pháp (Nguyễn Duy Hùng)            | —                                        |                                          | —                                        |                                          |
| 6      | Lê Mỹ Uyên (12, Thành phố Hồ Chí Minh)           | Mẹ (Quách Beem)                       | —                                        | —                                        |                                          |                                          |
| 7      | Thái Thị Hà Vy (14, Quảng Nam)                   | See you again (Charie Puth)           |                                          |                                          |                                          |                                          |
| 8      | Bùi Vũ Tường Vy (11, Đồng Nai)                   | Hồ Xuân Hương (Phạm Toàn Thắng)       |                                          | —                                        | —                                        |                                          |
| 9      | Vũ Lan Hương (Không rõ, Không rõ)                | Mẹ con đã về (Mạnh Quân)              | —                                        | —                                        | —                                        |                                          |
| 10     | Bùi Bích Vy (Không rõ, Không rõ)                 | Ngựa ô thương nhớ (Trần Tiến)         | —                                        | —                                        | —                                        |                                          |
| 11     | Cao Minh Thiên Tùng (11, Hà Nội)                 | Try (Busbee, Ben West)                | —                                        | —                                        |                                          |                                          |
| 12     | Nguyễn Công Quốc (12, Bình Thuận)                | À ơi (Lê Minh)                        |                                          |                                          |                                          |                                          |

### Tập 2 (25/07/2015)
| Thứ tự | Thí sinh (Tuổi, Quê quán)                             | Bài hát (Sáng tác) | Lựa chọn của huấn luyện viên và thí sinh | Lựa chọn của huấn luyện viên và thí sinh | Lựa chọn của huấn luyện viên và thí sinh | Lựa chọn của huấn luyện viên và thí sinh |
| Thứ tự | Thí sinh (Tuổi, Quê quán)                             | Bài hát (Sáng tác) | Dương Khắc Linh                          | Hồ Hoài Anh & Lưu Hương Giang            | Cẩm Ly                                   |                                          |
| ------ | ----------------------------------------------------- | --- | ---------------------------------------- | ---------------------------------------- | ---------------------------------------- | ---------------------------------------- |
| 1      | Bùi Đức Mạnh (13, Hà Tĩnh)                            | Lời ru Âu Lạc (Nguyễn Minh Sơn)                                                                                            | —                                        | —                                        |                                          |                                          |
| 2      | Đỗ Bích Hạnh (9, Thanh Hóa)                           | Trong lành những giấc mơ (Lan Phạm)                                                                                        |                                          |                                          |                                          |                                          |
| 3      | Trần Phương Nhật Vy (Không rõ, Không rõ)              | Four five second (West, McCartney, Mike Dean, Dave Longstreth, Noah Goldstein, Kirby Lauryen, Dallas Austin, Eion Rutberg) | —                                        | —                                        | —                                        |                                          |
| 4      | Đoàn Lê Uyên Nhi (Không rõ, Không rõ)                 | Cha (Anh Tuấn) | —                                        | —                                        | —                                        |                                          |
| 5      | Nguyễn Mẫn Nhi (13, Thành phố Hồ Chí Minh)            | Lý quạ kêu (Dân ca Nam Bộ)                                                                                                 | —                                        | —                                        |                                          |                                          |
| 6      | Khổng Thị Bích Ngọc (15, Biên Hòa)                    | Cảm ơn cha (Hồ Võ Thanh Thảo)                                                                                              |                                          |                                          |                                          |                                          |
| 7      | Nguyễn Thị Thương Thương (13, Nghệ An)                | Quảng Bình quê ta ơi (Hoàng Vân)                                                                                           | —                                        | —                                        | —                                        |                                          |
| 8      | Nguyễn Hà Minh (12, Hà Nội)                           | I have nothing (David Foster, Linda Thompson)                                                                              |                                          | —                                        | —                                        |                                          |
| 9      | Nguyễn Phương Anh (11, Hải Phòng)                     | When you believe (Stephen Schwartz)                                                                                        |                                          | —                                        |                                          |                                          |
| 10     | Đoàn Quang Trường (13, Bắc Ninh)                      | LK: Gặp tôi mùa rất đông (Lê Đức Hùng) Thái Bình mồ hôi rơi (Sơn Tùng MTP)                                                 |                                          |                                          | —                                        |                                          |
| 11     | Giang Hoàng Lâm (11, Hải Phòng)                       | Ô mê ly (Văn Phụng) |                                          |                                          | —                                        |                                          |
| 12     | Phan Nguyễn Ngọc Trâm Anh (12, Thành phố Hồ Chí Minh) | LK: Thinking out loud (Ed Sheeran, Amy Wadge) Take me to church (Andrew Hozier Byme)                                       |                                          | —                                        |                                          |                                          |

### Tập 3 (01/08/2015)
| Thứ tự | Thí sinh (Tuổi, Quê quán)                 | Bài hát (Sáng tác)                                          | Lựa chọn của huấn luyện viên và thí sinh | Lựa chọn của huấn luyện viên và thí sinh | Lựa chọn của huấn luyện viên và thí sinh | Lựa chọn của huấn luyện viên và thí sinh |
| Thứ tự | Thí sinh (Tuổi, Quê quán)                 | Bài hát (Sáng tác)                                          | Dương Khắc Linh                          | Hồ Hoài Anh & Lưu Hương Giang            | Cẩm Ly                                   |                                          |
| ------ | ----------------------------------------- | ----------------------------------------------------------- | ---------------------------------------- | ---------------------------------------- | ---------------------------------------- | ---------------------------------------- |
| 1      | Nguyễn Phương Linh (14, Thanh Hóa)        | Lời ru cho con (Nhạc: Xuân Phương Thơ: Kiều Anh)            | —                                        | —                                        |                                          |                                          |
| 2      | Đỗ Tuấn Lịch (15, Đà Nẵng)                | I surrender (Louis Biancaniello, Sam Watters)               |                                          | —                                        |                                          |                                          |
| 3      | Nguyễn Trung Thiên Phúc (10, Tiền Giang)  | Hát với chú ve con (Thanh Tùng)                             | —                                        | —                                        |                                          |                                          |
| 4      | Nguyễn Thu Phương (11, Hà Nội)            | Nơi ấy con tìm về (Phan Mạnh Quỳnh)                         | —                                        | —                                        | —                                        |                                          |
| 5      | Cindy Trần Linh Nhi (9, Anh)              | Silent night (Franz Xaver Gruber, Joseph Mohr)              |                                          |                                          |                                          |                                          |
| 6      | Dương Gia Linh (10, Thanh Hóa)            | Hoang tàn (Hạc San)                                         | —                                        |                                          | —                                        |                                          |
| 7      | Lý Vĩnh Hòa (10, Thành phố Hồ Chí Minh)   | Quê nhà (Trần Tiến)                                         |                                          | —                                        | —                                        |                                          |
| 8      | Đinh Thu Thủy (12, Nam Định)              | Tháng giêng (Lưu Thiên Hương)                               |                                          |                                          |                                          |                                          |
| 9      | Huỳnh Ngọc Như Ý (Không rõ, Không rõ)     | Đừng ngồi yên trong bóng tối (Võ Thiện Thanh)               | —                                        | —                                        | —                                        |                                          |
| 10     | Nguyễn Vũ Phương Anh (Không rõ, Không rõ) | Lý kéo chài (Dân ca Nam Bộ)                                 | —                                        | —                                        | —                                        |                                          |
| 11     | Hoàng Đức Duy (12, Hòa Bình)              | Lazy song (Bruno Mars, Philip Lawrence, Ari Levine, K'naan) |                                          |                                          | —                                        |                                          |
| 12     | Trần Khánh Linh (14, Huế)                 | Run to you (Jud Freidman, Allan Rich)                       |                                          |                                          |                                          |                                          |

### Tập 4 (08/08/2015)
| Thứ tự | Thí sinh (Tuổi, Quê quán)                           | Bài hát (Sáng tác)                                                           | Lựa chọn của huấn luyện viên và thí sinh | Lựa chọn của huấn luyện viên và thí sinh | Lựa chọn của huấn luyện viên và thí sinh | Lựa chọn của huấn luyện viên và thí sinh |
| Thứ tự | Thí sinh (Tuổi, Quê quán)                           | Bài hát (Sáng tác)                                                           | Dương Khắc Linh                          | Hồ Hoài Anh & Lưu Hương Giang            | Cẩm Ly                                   |                                          |
| ------ | --------------------------------------------------- | ---------------------------------------------------------------------------- | ---------------------------------------- | ---------------------------------------- | ---------------------------------------- | ---------------------------------------- |
| 1      | Nhan Thị Như Ngọc (13, Quảng Trị)                   | Sống như những đóa hoa (Tạ Quang Thắng)                                      |                                          | —                                        | —                                        |                                          |
| 2      | Bùi Minh Hạnh (12, Hải Phòng)                       | Mama (Andreas "Quiz" Romdhane, Josef Larossi)                                |                                          | —                                        |                                          |                                          |
| 3      | Nguyễn Ngọc Mỹ An (9, Thành phố Hồ Chí Minh)        | Biển hát chiều nay (Hồng Đăng)                                               | —                                        | —                                        | —                                        |                                          |
| 4      | Lương Gia Khiêm (9, Hà Nội)                         | Lì và sáo (Văn Chung)                                                        | —                                        |                                          | —                                        |                                          |
| 5      | Nguyễn Trương Thế Thanh (13, Thành phố Hồ Chí Minh) | Phương xa nhớ mẹ (Cao Nhật Minh)                                             |                                          |                                          |                                          |                                          |
| 6      | Trần Đoàn Uyên Vy (Không rõ, Không rõ)              | Phố cổ (Nguyễn Duy Hùng)                                                     | —                                        | —                                        | —                                        |                                          |
| 7      | Trần Quế Lâm (Không rõ, Không rõ)                   | Safe and sound (Taylor Swift, Joy Williams, John Paul White, T-Bone Burnett) | —                                        | —                                        | —                                        |                                          |
| 8      | Nguyễn Ngọc Phụng (10, Thành phố Hồ Chí Minh)       | Thương ca tiếng Việt (Nhạc: Đức Trí Lời: Hà Quang Minh)                      |                                          | —                                        | —                                        |                                          |
| 9      | Dương Thị Thùy Vân (12, Thành phố Hồ Chí Minh)      | Taxi (Nguyễn Hải Phong)                                                      |                                          | —                                        | —                                        |                                          |
| 10     | Nguyễn Hải Anh (9, Hà Nội)                          | Brand new you (Jason Robert Brown)                                           | —                                        |                                          | —                                        |                                          |
| 11     | Thái Hải Thanh (11, Cần Thơ)                        | Ước mơ cho ngày mai (Anh Tuấn)                                               |                                          | —                                        |                                          |                                          |
| 12     | Trịnh Nguyễn Hồng Minh (9, Đà Nẵng)                 | Papa (Nhạc: Dương Khắc Linh Lời: Hồng Nhung)                                 |                                          |                                          |                                          |                                          |

### Tập 5 (15/08/2015)
| Thứ tự | Thí sinh (Tuổi, Quê quán)                      | Bài hát (Sáng tác)                                                      | Lựa chọn của huấn luyện viên và thí sinh | Lựa chọn của huấn luyện viên và thí sinh | Lựa chọn của huấn luyện viên và thí sinh | Lựa chọn của huấn luyện viên và thí sinh |
| Thứ tự | Thí sinh (Tuổi, Quê quán)                      | Bài hát (Sáng tác)                                                      | Dương Khắc Linh                          | Hồ Hoài Anh & Lưu Hương Giang            | Cẩm Ly                                   |                                          |
| ------ | ---------------------------------------------- | ----------------------------------------------------------------------- | ---------------------------------------- | ---------------------------------------- | ---------------------------------------- | ---------------------------------------- |
| 1      | Ngô Anh Quốc (11, Đồng Nai)                    | Nhật ký về mẹ (Đinh Mạnh Ninh)                                          | —                                        |                                          | —                                        |                                          |
| 2      | Phạm Nhật Lan Vy (11, Thành phố Hồ Chí Minh)   | Đất nước lời ru (Văn Thành Nho)                                         |                                          |                                          |                                          |                                          |
| 3      | Nguyễn Như Ý (12, Kiên Giang)                  | Trở về (Nguyễn Dân)                                                     |                                          |                                          |                                          |                                          |
| 4      | Nguyễn Trọng Tiến Quang (11, Hà Nội)           | Cha và con trai (Châu Đăng Khoa)                                        |                                          |                                          |                                          |                                          |
| 5      | Trần Hằng My (12, Hà Nội)                      | Unconditionally (Katy Perry, Lukasz Gottwald, Max Martin, Henry Walter) |                                          |                                          | —                                        |                                          |
| 6      | Phạm Phương Khanh (111, Thành phố Hồ Chí Minh) | When a child is born (Ciro Dammicco)                                    |                                          |                                          |                                          |                                          |
| 7      | Trương Nhã Thy (12, Thành phố Hồ Chí Minh)     | Đường về xa xôi (Thanh Bùi, Dương Khắc Linh, Hoàng Huy Long)            | —                                        | —                                        |                                          |                                          |
| 8      | Vũ Thị Hải Yến (10, Hải Phòng)                 | Mẹ tôi (Trần Tiến)                                                      |                                          |                                          |                                          |                                          |
| 9      | Cao Đăng Hiếu (Không rõ, Không rõ)             | Ba kể con nghe (Nguyễn Hải Phong)                                       | —                                        | —                                        | —                                        |                                          |
| 10     | Thân Quỳnh Trang (Không rõ, Không rõ)          | Ngày đẹp tươi (Võ Thiện Thanh)                                          | —                                        | —                                        | —                                        |                                          |
| 11     | Lý Thạch Thảo (Không rõ, Không rõ)             | Lá cờ (Tạ Quang Thắng)                                                  | —                                        | —                                        | —                                        |                                          |
| 12     | Nguyễn Khánh Linh (11, Hải Phòng)              | Để gió cuốn đi (Trịnh Công Sơn)                                         |                                          |                                          |                                          |                                          |

^1 Do giấy tờ còn nhiều thất lạc khó chứng thực, có nguồn cho rằng Phạm Phương Khanh sinh năm 2004. Năm sinh 2003 được lấy từ trang web nguoinoitieng.tv do trước đó 1 năm cô cũng đi thi và tự thừa nhận đáp số từ vòng giấu mặt là sinh năm 2004.

## Vòng Battle (Đối đầu)
15 thí sinh trong mỗi đội sẽ được chia ra thành 5 trận đấu đối đầu, mỗi trận đối đầu có 3 đối thủ. Mỗi nhóm sẽ trình bày một ca khúc được tập luyện từ trước trên sân khấu dưới sự huấn luyện của huấn luyện viên chủ quản và cố vấn của huấn luyện viên đó. Sau khi lên sân khấu đối đầu thể hiện xong bài hát đối đầu đã được tập luyện cùng huấn luyện viên và cố vấn, huấn luyện viên chủ quản sẽ xướng danh một trong 3 đối thủ của mỗi nhóm là người chiến thắng và có quyền đi tiếp vào vòng trong. Sau khi cả năm trận đấu diễn ra với 5 thí sinh thắng cuộc và 10 thí sinh thua cuộc của mỗi đội, huấn luyện viên từng đội sẽ xướng danh thêm một trong số 10 thí sinh thua cuộc của đội mình để đi tiếp vào vòng Liveshow cùng với 5 thí sinh đã giành chiến thắng ở các trận đấu của đội. Như vậy, sau khi vòng này kết thúc thì mỗi đội sẽ còn lại 6 thí sinh.
Chú thích
     Thắng đối đầu trực tiếp do được HLV chọn
     Thua đối đầu trực tiếp nhưng được HLV cứu cuối cùng
     Thua đối đầu trực tiếp do không được HLV chọn và không được HLV cứu cuối cùng
Danh sách cố vấn âm nhạc của các đội trong vòng đối đầu
| Thứ tự | Đội HLV                      | Cố vấn     |
| ------ | ---------------------------- | ---------- |
| 1      | Cẩm Ly                       | Minh Tuyết |
| 2      | Hồ Hoài Anh, Lưu Hương Giang | Thu Phương |
| 3      | Dương Khắc Linh              | Hồ Ngọc Hà |

### Tập 1 (22/08/2015)
| Thứ tự | Đội                         | Bài hát đối đầu (Sáng tác)                            | Thí sinh 1          | Thí sinh 2              | Thí sinh 3             |
| ------ | --------------------------- | ----------------------------------------------------- | ------------------- | ----------------------- | ---------------------- |
| 1      | Hồ Hoài Anh Lưu Hương Giang | Lips are moving (Kevin Kadish, Meghan Trainor)        | Hoàng Đức Duy       | Nguyễn Hải Anh          | Trần Hằng My           |
| 2      | Dương Khắc Linh             | Chị tôi (Nhạc: Trọng Đài. Thơ: Đoàn Thị Tảo)          | Bùi Vũ Tường Vy     | Nguyễn Trọng Tiến Quang | Nhan Thị Như Ngọc      |
| 3      | Cẩm Ly                      | Chào buổi sáng - Tôi thích (Nguyễn Dân - Phương Uyên) | Phạm Nhật Lan Vy    | Bùi Đức Mạnh            | Nguyễn Mẫn Nhi         |
| 4      | Dương Khắc Linh             | Say you do (Tiên Tiên)                                | Nguyễn Ngọc Phụng   | Đỗ Tuấn Lịch            | Bùi Hà My              |
| 5      | Hồ Hoài Anh Lưu Hương Giang | Xin cho tôi (Trịnh Công Sơn)                          | Khổng Thị Bích Ngọc | Giang Hoàng Lâm         | Trịnh Nguyễn Hồng Minh |

### Tập 2 (29/08/2015)
| Thứ tự | Đội                         | Bài hát đối đầu (Sáng tác)               | Thí sinh 1          | Thí sinh 2        | Thí sinh 3           |
| ------ | --------------------------- | ---------------------------------------- | ------------------- | ----------------- | -------------------- |
| 1      | Cẩm Ly                      | Cõng mẹ đi chơi (Trần Quế Sơn)           | Thái Hải Thanh      | Đỗ Bích Hạnh      | Cao Minh Thiên Tùng  |
| 2      | Dương Khắc Linh             | Nơi ấy (Hà Okio)                         | Lý Vĩnh Hòa         | Nguyễn Phương Anh | Đoàn Quang Trường    |
| 3      | Hồ Hoài Anh Lưu Hương Giang | Immortality (Barry, Robin, Maurice Gibb) | Cindy Trần Linh Nhi | Phạm Phương Khanh | Nguyễn Ngọc Tường Vy |
| 4      | Cẩm Ly                      | Hà Nội mười hai mùa hoa (Giáng Son)      | Trần Khánh Linh     | Bùi Minh Hạnh     | Nguyễn Phương Linh   |
| 5      | Hồ Hoài Anh Lưu Hương Giang | Gió mùa về (Lê Minh Sơn)                 | Dương Gia Linh      | Đỗ Minh Tuyết     | Đinh Thu Thủy        |

### Tập 3 (05/09/2015)
| Thứ tự | Đội                         | Bài hát đối đầu (Sáng tác)                                                    | Thí sinh 1                | Thí sinh 2       | Thí sinh 3              |
| ------ | --------------------------- | ----------------------------------------------------------------------------- | ------------------------- | ---------------- | ----------------------- |
| 1      | Cẩm Ly                      | Mẹ tôi - Huyền thoại mẹ - Đất nước (Nhị Hà - Trịnh Công Sơn - Phạm Minh Tuấn) | Trương Nhã Thy            | Lê Mỹ Uyên       | Nguyễn Khánh Linh       |
| 2      | Dương Khắc Linh             | Dòng thời gian (Nguyễn Hải Phong)                                             | Dương Thị Thùy Vân        | Vũ Thị Hải Yến   | Bùi Thu Phương          |
| 3      | Dương Khắc Linh             | Bad blood (Taylor Swift, Kendrick Lamar, Max Martin, Shellback)               | Phan Nguyễn Ngọc Trâm Anh | Thái Thị Hà Vy   | Nguyễn Hà Minh          |
| 4      | Hồ Hoài Anh Lưu Hương Giang | Ngày mai (Lưu Thiên Hương)                                                    | Ngô Anh Quốc              | Nguyễn Như Ý     | Lương Gia Khiêm         |
| 5      | Cẩm Ly                      | Ba Chú Hai lúa (Minh Vy)                                                      | Nguyễn Trung Thiên Phúc   | Nguyễn Công Quốc | Nguyễn Trương Thế Thanh |

## Vòng Liveshow (Biểu diễn trực tiếp)
Chú thích màu sắc
     Thí sinh được vào vòng trong nhờ sự bình chọn của khán giả cao nhất
     Thí sinh được vào vòng trong nhờ sự bình chọn của khán giả cao nhì
     Thí sinh được vào vòng trong nhờ sự lựa chọn của huấn luyện viên
     Thí sinh bị loại

### Liveshow 1 và 2 (12/09/2015, 19/09/2015)
9 thí sinh đầu tiên của cả ba đội sẽ cùng nhau trình diễn trong đêm Liveshow 1. Trong đêm thi này, mỗi đội sẽ có 3 thí sinh trình diễn. Kết quả sẽ không được công bố trong Liveshow này. 9 thí sinh sau của cả ba đội sẽ cùng nhau trình diễn trong đêm Liveshow 2. Trong đêm thi này, mỗi đội sẽ có 3 thí sinh trình diễn. Kết quả của các thí sinh sẽ được công bố vào cuối liveshow 2 theo cách thức như sau:
- 2 thí sinh được khán giả bình chọn cao nhất sẽ được vào vòng trong đầu tiên.
- 2 thí sinh được huấn luyện viên lựa chọn sẽ được vào vòng trong tiếp theo.
- 2 thí sinh còn lại của đội sẽ bị loại.

| Liveshow                           | Thí sinh                | Mã số bình chọn | Bài hát dự thi (Sáng tác)                                                                                                  | Kết quả    |
| ---------------------------------- | ----------------------- | --------------- | --- | ---------- |
| Đội Cẩm Ly                         |                         |                 | |            |
| Liveshow 1                         | Đỗ Bích Hạnh            | 07              | Vịnh xuân đất tổ (NSƯT Quang Vinh)                                                                                         | Loại       |
| Liveshow 1                         | Trần Khánh Linh         | 15              | Colors of the wind (Alan Menken, Stephen Schwartz)                                                                         | 22,56%     |
| Liveshow 1                         | Trương Nhã Thy          | 05              | Cún yêu (Sỹ Luân) | HLV chọn 2 |
|                                    |                         |                 | |            |
| Liveshow 2                         | Nguyễn Trương Thế Thanh | 03              | Thương mẹ (Cao Nhật Minh)                                                                                                  | HLV chọn 1 |
| Liveshow 2                         | Phạm Nhật Lan Vy        | 08              | Proud of you - Girl on fire (Kwong Wing Chan, Chui Ling - Andera Lee, Alicia Keys, Saleam Remi, Jeff Bhasker, Bily Squier) | Loại       |
| Liveshow 2                         | Nguyễn Công Quốc        | 17              | Làng quan họ quê tôi (Nhạc: Nguyễn Trọng Tạo Thơ: Nguyễn Phan Hách)                                                        | 31,54%     |
| Đội Hồ Hoài Anh và Lưu Hương Giang |                         |                 | |            |
| Liveshow 1                         | Nguyễn Như Ý            | 09              | Bàn tay trắng (Minh Thư)                                                                                                   | Loại       |
| Liveshow 1                         | Đỗ Minh Tuyết           | 13              | Cô Tấm ngày nay (Ngọc Châu)                                                                                                | HLV chọn 1 |
| Liveshow 1                         | Trịnh Nguyễn Hồng Minh  | 01              | I see the light (Alan Menken, Glenn Slater)                                                                                | 47,47%     |
|                                    |                         |                 | |            |
| Liveshow 2                         | Trần Hằng My            | 02              | Fight song (Dave Richard Bassett, Rachel Platten)                                                                          | Loại       |
| Liveshow 2                         | Đinh Thu Thủy           | 12              | Mặt trời ngày mới (Bảo Lan)                                                                                                | HLV chọn 2 |
| Liveshow 2                         | Phạm Phương Khanh       | 11              | Dòng sông xanh (Le beau Danube bleu) (Nhạc: Johann Straues. Lời: Joseph Weyl Lời Việt: Phạm Duy)                           | 24,46%     |
| Đội Dương Khắc Linh                |                         |                 | |            |
| Liveshow 1                         | Bùi Hà My               | 14              | Mẹ tôi (Nhạc: Dương Khắc Linh Lời: Châu Y Nhung)                                                                           | Loại       |
| Liveshow 1                         | Đoàn Quang Trường       | 06              | Đôi tay mẹ (Thanh Phương)                                                                                                  | Loại       |
| Liveshow 1                         | Thái Thị Hà Vy          | 10              | Vết mưa (Vũ Cát Tường) | HLV chọn 2 |
|                                    |                         |                 | |            |
| Liveshow 2                         | Nguyễn Hà Minh          | 18              | Con cò (Lưu Hà An) | HLV chọn 1 |
| Liveshow 2                         | Vũ Thị Hải Yến          | 16              | Con yêu mẹ (Vũ Thảo My) | 41,69%     |
| Liveshow 2                         | Nguyễn Trọng Tiến Quang | 04              | Cánh chim lạc (Lưu Thiên Hương)                                                                                            | 27,56%     |

### Liveshow 3 (26/09/2015)
Ở đêm liveshow này, 12 thí sinh còn lại của 3 đội sẽ bắt cặp với nhau trong đội của mình, tức là mỗi đội có hai tiết mục biểu diễn song ca. Cuối đêm thi, hai thí sinh được khán giả bình chọn cao nhất và một thí sinh được huấn luyện viên chọn sẽ đi tiếp vào vòng trong. Thí sinh còn lại của đội sẽ bị loại.
| Tiết mục                           | Thí sinh                | Mã số bình chọn | Bài hát dự thi (Sáng tác)                                                                                            | Kết quả  |
| ---------------------------------- | ----------------------- | --------------- | --- | -------- |
| Đội Cẩm Ly                         |                         |                 | |          |
| 1                                  | Nguyễn Công Quốc        | 17              | Thư của mẹ (Nguyễn Văn Chung) Giấc mơ trưa (Nhạc: Giáng Son, Lời: Nguyễn Vĩnh Tiến)                                  | 20,61%   |
| 1                                  | Trần Khánh Linh         | 15              | Thư của mẹ (Nguyễn Văn Chung) Giấc mơ trưa (Nhạc: Giáng Son, Lời: Nguyễn Vĩnh Tiến)                                  | HLV chọn |
|                                    |                         |                 | |          |
| 2                                  | Nguyễn Trương Thế Thanh | 03              | Mưa trên quê hương - Lý thầy tư (Minh Châu - Trương Quang Tuấn)                                                      | Loại     |
| 2                                  | Trương Nhã Thy          | 05              | Mưa trên quê hương - Lý thầy tư (Minh Châu - Trương Quang Tuấn)                                                      | 47,86%   |
| Đội Hồ Hoài Anh và Lưu Hương Giang |                         |                 | |          |
| 1                                  | Đinh Thu Thủy           | 12              | Xin chữ thầy đồ (Lưu Thiên Hương)                                                                                    | HLV chọn |
| 1                                  | Đỗ Minh Tuyết           | 13              | Xin chữ thầy đồ (Lưu Thiên Hương)                                                                                    | Loại     |
|                                    |                         |                 | |          |
| 2                                  | Phạm Phương Khanh       | 11              | Ngủ đi con yêu (Secret Garden Lời Việt: Lê Tự Minh)                                                                  | 22,58%   |
| 2                                  | Trịnh Nguyễn Hồng Minh  | 01              | Ngủ đi con yêu (Secret Garden Lời Việt: Lê Tự Minh)                                                                  | 64,12%   |
| Đội Dương Khắc Linh                |                         |                 | |          |
| 1                                  | Nguyễn Hà Minh          | 18              | Do you want to build a snowman? - Let it go - For the first time in forever (Kristen - Anderson Lopez, Robert Lopez) | HLV chọn |
| 1                                  | Thái Thị Hà Vy          | 10              | Do you want to build a snowman? - Let it go - For the first time in forever (Kristen - Anderson Lopez, Robert Lopez) | 28,87%   |
|                                    |                         |                 | |          |
| 2                                  | Vũ Thị Hải Yến          | 16              | Màu hoa đỏ (Nhạc: Thuận Yến Thơ: Nguyễn Đức Mậu)                                                                     | Loại     |
| 2                                  | Nguyễn Trọng Tiến Quang | 04              | Màu hoa đỏ (Nhạc: Thuận Yến Thơ: Nguyễn Đức Mậu)                                                                     | 40,33%   |

### Liveshow 4 (03/10/2015)
Ở đêm liveshow này, 9 thí sinh sẽ biểu diễn mỗi người một tiết mục đơn ca và một tiết mục tam ca giữa 3 thí sinh trong đội. Một thí sinh được khán giả bình chọn nhiều nhất và một thí sinh do huấn luyện viên chọn sẽ đi tiếp vào liveshow 5. Thí sinh còn lại của đội sẽ bị loại.
| Thứ tự                             | Thí sinh                | Mã số bình chọn | Bài hát dự thi đơn ca (Sáng tác)                                     | Bài hát dự thi tam ca (Sáng tác) | Kết quả  |
| ---------------------------------- | ----------------------- | --------------- | -------------------------------------------------------------------- | -------------------------------- | -------- |
| Đội Cẩm Ly                         |                         |                 |                                                                      |                                  |          |
| 1                                  | Trương Nhã Thy          | 05              | Gần lắm Trường Sa Cô gái mở đường (Hình Phước Long, Xuân Giao)       | Trăng quê (Thái Thịnh)           | 55,12%   |
| 2                                  | Nguyễn Công Quốc        | 17              | Về nghe gió kể (Hoàng Anh Minh)                                      | Trăng quê (Thái Thịnh)           | HLV chọn |
| 3                                  | Trần Khánh Linh         | 15              | Lý mười thương (Dân ca Huế)                                          | Trăng quê (Thái Thịnh)           | Loại     |
| Đội Hồ Hoài Anh và Lưu Hương Giang |                         |                 |                                                                      |                                  |          |
| 1                                  | Trịnh Nguyễn Hồng Minh  | 01              | Tiếng đàn bầu (Nhạc: Nguyễn Đình Phúc Thơ: Lữ Giang)                 | Lý cây đa (Dân ca Bắc Bộ)        | 85,19%   |
| 2                                  | Đinh Thu Thủy           | 12              | Chuông gió (Võ Thiện Thanh)                                          | Lý cây đa (Dân ca Bắc Bộ)        | Loại     |
| 3                                  | Phạm Phương Khanh       | 11              | Time to say goodbye (Nhạc: Francesco Sartori Lời: Lucio Quarantotto) | Lý cây đa (Dân ca Bắc Bộ)        | HLV chọn |
| Đội Dương Khắc Linh                |                         |                 |                                                                      |                                  |          |
| 1                                  | Thái Thị Hà Vy          | 10              | Promise me (Beverley Craven)                                         | Con đường tôi (Khắc Hưng)        | Loại     |
| 2                                  | Nguyễn Hà Minh          | 18              | Listen (Henry Krieger, Scott Cutler, Anne Preven, Beyoncé Knowles)   | Con đường tôi (Khắc Hưng)        | 49,51%   |
| 3                                  | Nguyễn Trọng Tiến Quang | 04              | Góc tối (Nguyễn Hải Phong)                                           | Con đường tôi (Khắc Hưng)        | HLV chọn |

### Liveshow 5 (10/10/2015)
Ở liveshow 5, mỗi thí sinh của các đội sẽ trình bày 1 bài hát đơn ca và 1 bài hát tam ca kết hợp với 1 khách mời của chương trình. Tỉ lệ bình chọn của 2 thí sinh sẽ được công bố ở cuối chương trình. Tuy nhiên, không có thí sinh nào bị loại ở đêm thi này. Kết quả đêm liveshow 5 sẽ được cộng dồn với kết quả liveshow 6 để tìm ra 3 thí sinh cuối cùng của cả ba đội đi vào vòng chung kết năm.
| Thứ tự                             | Thí sinh                | Mã số | Bài hát dự thi đơn ca (Sáng tác)                                   | Bài hát dự thi tam ca với khách mời (Sáng tác)                                                            | Kết quả |
| ---------------------------------- | ----------------------- | ----- | ------------------------------------------------------------------ | --- | ------- |
| Đội Dương Khắc Linh                |                         |       |                                                                    | |         |
| 1                                  | Nguyễn Trọng Tiến Quang | 04    | Người mẹ của tôi (Xuân Hồng)                                       | Bác làm vườn và con chim sâu (Lê Đức Hùng) Khách mời: Trúc Nhân (Top 8 Giọng hát Việt 2012)               | 53,8%   |
| 2                                  | Nguyễn Hà Minh          | 18    | Super bass (Onika Maraj, Dariel Johnson, Ester Dean, Roahn Hylton) | Bác làm vườn và con chim sâu (Lê Đức Hùng) Khách mời: Trúc Nhân (Top 8 Giọng hát Việt 2012)               | 46,2%   |
| Đội Cẩm Ly                         |                         |       |                                                                    | |         |
| 1                                  | Nguyễn Công Quốc        | 17    | Xa quê (Minh Vy)                                                   | Quê mẹ (Trần Mạnh Hùng) Khách mời: Quốc Đại                                                               | 48,52%  |
| 2                                  | Trương Nhã Thy          | 05    | My friend (Mỹ Tâm)                                                 | Quê mẹ (Trần Mạnh Hùng) Khách mời: Quốc Đại                                                               | 51,48%  |
| Đội Hồ Hoài Anh và Lưu Hương Giang |                         |       |                                                                    | |         |
| 1                                  | Trịnh Nguyễn Hồng Minh  | 01    | Điều không thể mất (Nhạc: Ngọc Châu Lời: Vũ Dậu)                   | Con chim non - Hai cô tiên (Lý Trọng - Only C) Khách mời: Nguyễn Đức Phúc (Quán quân Giọng hát Việt 2015) | 81,27%  |
| 2                                  | Phạm Phương Khanh       | 11    | Chị tôi - Tóc gió thôi bay (Trần Tiến)                             | Con chim non - Hai cô tiên (Lý Trọng - Only C) Khách mời: Nguyễn Đức Phúc (Quán quân Giọng hát Việt 2015) | 18,73%  |

### Liveshow 6 (17/10/2015)
Bán kết 2 của chương trình, mỗi thí sinh sẽ dự thi một phần thi đơn ca và một phần thi tam ca giữa 2 thí sinh trong đội và 1 thí sinh của Giọng hát Việt nhí mùa trước. Kết quả của khán giả bình chọn sẽ được cộng dồn từ bán kết 1 và bán kết 2. Ngoài ra, HLV có 100% số điểm để cho 2 thí sinh còn lại. Kết quả thí sinh vào vòng chung kết năm sẽ được tính trên tổng số điểm khán giả bình chọn và HLV cho, thí sinh nào có tổng cao hơn sẽ được vào chung kết năm, thí sinh còn lại sẽ bị loại.
| Thứ tự                             | Thí sinh                | Mã số | Bài hát dự thi đơn ca (Sáng tác)                                          | Bài hát dự thi tam ca (Sáng tác)                                                                | Điểm thành phần     | Điểm thành phần  | Tổng điểm (%) | Kết quả    |
| ---------------------------------- | ----------------------- | ----- | ------------------------------------------------------------------------- | ----------------------------------------------------------------------------------------------- | ------------------- | ---------------- | ------------- | ---------- |
| Thứ tự                             | Thí sinh                | Mã số | Bài hát dự thi đơn ca (Sáng tác)                                          | Bài hát dự thi tam ca (Sáng tác)                                                                | Tỉ lệ bình chọn (%) | Điểm HLV cho (%) | Tổng điểm (%) | Kết quả    |
| Đội Hồ Hoài Anh và Lưu Hương Giang |                         |       |                                                                           |                                                                                                 |                     |                  |               |            |
| 1                                  | Phạm Phương Khanh       | 11    | Trở về Surriento (Torna a Surriento) (De Curtis Lời Việt: Trung Kiên)     | Bóng mây qua thềm - Taxi Bay (Võ Thiện Thanh Nguyễn Hải Phong) Khách mời: Nguyễn Hoàng Anh      | 27,24%              | 50%              | 77,24%        | Loại       |
| 2                                  | Trịnh Nguyễn Hồng Minh  | 01    | Ngẫu hứng sông Hồng (Trần Tiến)                                           | Bóng mây qua thềm - Taxi Bay (Võ Thiện Thanh Nguyễn Hải Phong) Khách mời: Nguyễn Hoàng Anh      | 72,76%              | 50%              | 122,76%       | Vào CK năm |
| Đội Dương Khắc Linh                |                         |       |                                                                           |                                                                                                 |                     |                  |               |            |
| 1                                  | Nguyễn Trọng Tiến Quang | 04    | Mẹ (Nhạc: Phan Long Thơ: Đoàn Ngọc Thu)                                   | Con mãi khắc ghi (Hồ Võ Thanh Thảo) Khách mời: Hồ Võ Thanh Thảo                                 | 57,5%               | 50%              | 107,5%        | Vào CK năm |
| 2                                  | Nguyễn Hà Minh          | 18    | Yêu (Khắc Hưng)                                                           | Con mãi khắc ghi (Hồ Võ Thanh Thảo) Khách mời: Hồ Võ Thanh Thảo                                 | 42,5%               | 50%              | 92,5%         | Loại       |
| Đội Cẩm Ly                         |                         |       |                                                                           |                                                                                                 |                     |                  |               |            |
| 1                                  | Nguyễn Công Quốc        | 17    | Giữa Mạc Tư Khoa nghe câu hò Nghệ Tĩnh (Nhạc: Trần Hoàn Thơ: Đỗ Quý Doãn) | Anh ba, anh tư Lý đĩa bánh bò Lý qua rừng (Trương Phi Hùng Dân ca) Khách mời: Nguyễn Thiện Nhân | 55,57%              | 50%              | 105,57%       | Vào CK năm |
| 2                                  | Trương Nhã Thy          | 05    | Bài ca nhớ Bác (Xuân Quang)                                               | Anh ba, anh tư Lý đĩa bánh bò Lý qua rừng (Trương Phi Hùng Dân ca) Khách mời: Nguyễn Thiện Nhân | 44,43%              | 50%              | 94,43%        | Loại       |

### Liveshow 7 (24/10/2015)
Trong đêm chung kết năm, 3 thí sinh xuất sắc nhất của mỗi đội sẽ lần lượt trình bày ba tiết mục: Tiết mục đơn ca, Song ca với Huấn luyện viên chủ quản của mình và Song ca với 1 khách mời đặc biệt. Cả ba thí sinh sẽ được khán giả bình chọn. Thí sinh nào có tỉ lệ phần trăm tin nhắn bình chọn của khán giả cao nhất sẽ trở thành Giọng hát Việt nhí mùa thứ 3 năm 2015. Các khách mời lần lượt tham gia hỗ trợ các thí sinh ở phần thi Song ca với khách mời lần lượt là: Thế Thanh và Nhã Thy (Công Quốc đội Cẩm Ly), Mỹ Tâm (Hồng Minh đội Hồ Hoài Anh và Lưu Hương Giang) và Thu Minh (Tiến Quang đội Dương Khắc Linh). 
| Thí sinh                | Mã số bình chọn | Đội Huấn luyện viên            | Tiết mục                                              | Bài hát dự thi (Sáng tác) | Kết quả            |
| ----------------------- | --------------- | ------------------------------ | ----------------------------------------------------- | --- | ------------------ |
| Nguyễn Công Quốc        | 17              | Cẩm Ly                         | Đơn ca                                                | Neo đậu bến quê - Lòng mẹ 2 (An Thuyên - Ngọc Sơn) | Á quân             |
| Nguyễn Công Quốc        | 17              | Cẩm Ly                         | Song ca với Huấn luyện viên và các thí sinh trong đội | Chiếc áo bà ba (Trần Thiện Thanh) Bài ca đất phương Nam (Nhạc: Lư Nhất Vũ. Thơ: Lê Giang)                                                                   | Á quân             |
| Nguyễn Công Quốc        | 17              | Cẩm Ly                         | Song ca với khách mời (Thế Thanh, Nhã Thy)            | Lên chùa cầu duyên (Vinh Sử, Giao Tiên) | Á quân             |
|                         |                 |                                |                                                       | |                    |
| Nguyễn Trọng Tiến Quang | 04              | Dương Khắc Linh                | Đơn ca                                                | Đường chúng ta đi (Nhạc: Huy Du. Thơ: Xuân Sách) | Á quân             |
| Nguyễn Trọng Tiến Quang | 04              | Dương Khắc Linh                | Song ca với Huấn luyện viên và các thí sinh trong đội | Bác Hồ, người cho em tất cả (Hoàng Long, Hoàng Lân. Thơ: Phong Thu) Đưa cơm cho mẹ đi cày (Hàn Ngọc Bích) We are the world (Michael Jackson, Lionel Richie) | Á quân             |
| Nguyễn Trọng Tiến Quang | 04              | Dương Khắc Linh                | Song ca với khách mời (Ca sĩ Thu Minh)                | Ước mơ (Hồng Kiên) | Á quân             |
|                         |                 |                                |                                                       | |                    |
| Trịnh Nguyễn Hồng Minh  | 01              | Hồ Hoài Anh và Lưu Hương Giang | Đơn ca                                                | Chầu Văn Huế | Quán quân (50,75%) |
| Trịnh Nguyễn Hồng Minh  | 01              | Hồ Hoài Anh và Lưu Hương Giang | Song ca với Huấn luyện viên và các thí sinh trong đội | Tạm biệt (Ngọc Châu) Hey Jude (Lennon, Paul McCartney) | Quán quân (50,75%) |
| Trịnh Nguyễn Hồng Minh  | 01              | Hồ Hoài Anh và Lưu Hương Giang | Song ca với khách mời (Ca sĩ Mỹ Tâm)                  | Giọt sương (Nhạc Hàn Quốc. Lời Việt: Mỹ Tâm) | Quán quân (50,75%) |